# Comuni della Repubblica Ceca (J)
Questa pagina contiene l'elenco dei comuni cechi il cui nome inizia con la lettera J.
Per ciascun comune sono indicati il distretto e la regione d'appartenenza. I comuni che hanno lo status di città (město) sono indicati in grassetto, quelli che hanno lo status di comune mercato (městys) in corsivo.
| Comune                         | Distretto           | Regione             |
| ------------------------------ | ------------------- | ------------------- |
| Jabkenice                      | Mladá Boleslav      | Boemia centrale     |
| Jabloňany                      | Blansko             | Moravia meridionale |
| Jablonec nad Jizerou           | Semily              | Liberec             |
| Jablonec nad Nisou             | Jablonec nad Nisou  | Liberec             |
| Jablonná                       | Příbram             | Boemia centrale     |
| Jablonné nad Orlicí            | Ústí nad Orlicí     | Pardubice           |
| Jablonné v Podještědí          | Liberec             | Liberec             |
| Jabloňov                       | Žďár nad Sázavou    | Vysočina            |
| Jablůnka                       | Vsetín              | Zlín                |
| Jablunkov                      | Frýdek-Místek       | Moravia-Slesia      |
| Jahodov                        | Rychnov nad Kněžnou | Hradec Králové      |
| Jáchymov                       | Karlovy Vary        | Karlovy Vary        |
| Jakartovice                    | Opava               | Moravia-Slesia      |
| Jakubčovice nad Odrou          | Nový Jičín          | Moravia-Slesia      |
| Jakubovice                     | Šumperk             | Olomouc             |
| Jakubov u Moravských Budějovic | Třebíč              | Vysočina            |
| Jalubí                         | Uherské Hradiště    | Zlín                |
| Jamné                          | Jihlava             | Vysočina            |
| Jamné nad Orlicí               | Ústí nad Orlicí     | Pardubice           |
| Jamolice                       | Znojmo              | Moravia meridionale |
| Jámy                           | Žďár nad Sázavou    | Vysočina            |
| Jankov (Boemia centrale)       | Benešov             | Boemia centrale     |
| Jankov (Boemia meridionale)    | České Budějovice    | Boemia meridionale  |
| Jankov (Vysočina)              | Pelhřimov           | Vysočina            |
| Jankovice (Kroměříž)           | Kroměříž            | Zlín                |
| Jankovice (Pardubice)          | Pardubice           | Pardubice           |
| Jankovice (Uherské Hradiště)   | Uherské Hradiště    | Zlín                |
| Janoušov                       | Šumperk             | Olomouc             |
| Janov (Boemia centrale)        | Rakovník            | Boemia centrale     |
| Janov (Hradec Králové)         | Rychnov nad Kněžnou | Hradec Králové      |
| Janov (Moravia-Slesia)         | Bruntál             | Moravia-Slesia      |
| Janov (Pardubice)              | Svitavy             | Pardubice           |
| Janov (Ústí nad Labem)         | Děčín               | Ústí nad Labem      |
| Janov nad Nisou                | Jablonec nad Nisou  | Liberec             |
| Janová                         | Vsetín              | Zlín                |
| Janovice                       | Frýdek-Místek       | Moravia-Slesia      |
| Janovice nad Úhlavou           | Klatovy             | Plzeň               |
| Janovice v Podještědí          | Liberec             | Liberec             |
| Janská                         | Děčín               | Ústí nad Labem      |
| Janské Lázně                   | Trutnov             | Hradec Králové      |
| Janův Důl                      | Liberec             | Liberec             |
| Janůvky                        | Svitavy             | Pardubice           |
| Jarcová                        | Vsetín              | Zlín                |
| Jarohněvice                    | Kroměříž            | Zlín                |
| Jaroměř                        | Náchod              | Hradec Králové      |
| Jaroměřice                     | Svitavy             | Pardubice           |
| Jaroměřice nad Rokytnou        | Třebíč              | Vysočina            |
| Jaroslav                       | Pardubice           | Pardubice           |
| Jaroslavice                    | Znojmo              | Moravia meridionale |
| Jarošov                        | Svitavy             | Pardubice           |
| Jarošov nad Nežárkou           | Jindřichův Hradec   | Boemia meridionale  |
| Jarov (Plzeň-jih)              | Plzeň-jih           | Plzeň               |
| Jarov (Plzeň-sever)            | Plzeň-sever         | Plzeň               |
| Jarpice                        | Kladno              | Boemia centrale     |
| Jasenice (Repubblica Ceca)     | Třebíč              | Vysočina            |
| Jasenná (Hradec Králové)       | Náchod              | Hradec Králové      |
| Jasenná (Zlín)                 | Zlín                | Zlín                |
| Javor                          | Klatovy             | Plzeň               |
| Javorek                        | Žďár nad Sázavou    | Vysočina            |
| Javornice                      | Rychnov nad Kněžnou | Hradec Králové      |
| Javorník                       | Jeseník             | Olomouc             |
| Javorník (Boemia centrale)     | Benešov             | Boemia centrale     |
| Javorník (Moravia meridionale) | Hodonín             | Moravia meridionale |
| Javorník (Svitavy)             | Svitavy             | Pardubice           |
| Javorník (Ústí nad Orlicí)     | Ústí nad Orlicí     | Pardubice           |
| Javůrek                        | Brno-venkov         | Moravia meridionale |
| Jedlá                          | Havlíčkův Brod      | Vysočina            |
| Jedlany                        | Tábor               | Boemia meridionale  |
| Jedlí                          | Šumperk             | Olomouc             |
| Jedlová                        | Svitavy             | Pardubice           |
| Jedomělice                     | Kladno              | Boemia centrale     |
| Jedousov                       | Pardubice           | Pardubice           |
| Jedovnice                      | Blansko             | Moravia meridionale |
| Jehnědí                        | Ústí nad Orlicí     | Pardubice           |
| Jemnice                        | Třebíč              | Vysočina            |
| Jemníky                        | Kladno              | Boemia centrale     |
| Jenčice                        | Litoměřice          | Ústí nad Labem      |
| Jeneč                          | Praha-západ         | Boemia centrale     |
| Jeníkov (Pardubice)            | Chrudim             | Pardubice           |
| Jeníkov (Ústí nad Labem)       | Teplice             | Ústí nad Labem      |
| Jeníkovice (Hradec Králové)    | Hradec Králové      | Hradec Králové      |
| Jeníkovice (Pardubice)         | Pardubice           | Pardubice           |
| Jenišov                        | Karlovy Vary        | Karlovy Vary        |
| Jenišovice (Liberec)           | Jablonec nad Nisou  | Liberec             |
| Jenišovice (Pardubice)         | Chrudim             | Pardubice           |
| Jenštejn                       | Praha-východ        | Boemia centrale     |
| Jersín                         | Jihlava             | Vysočina            |
| Jeřice                         | Jičín               | Hradec Králové      |
| Jeřišno                        | Havlíčkův Brod      | Vysočina            |
| Jeřmanice                      | Liberec             | Liberec             |
| Jesenec                        | Prostějov           | Olomouc             |
| Jesenice (Praha-západ)         | Praha-západ         | Boemia centrale     |
| Jesenice (Příbram)             | Příbram             | Boemia centrale     |
| Jesenice (Rakovník)            | Rakovník            | Boemia centrale     |
| Jeseník                        | Jeseník             | Olomouc             |
| Jeseník nad Odrou              | Nový Jičín          | Moravia-Slesia      |
| Jesenný                        | Semily              | Liberec             |
| Jestřabí                       | Zlín                | Zlín                |
| Jestřabí Lhota                 | Kolín               | Boemia centrale     |
| Jestřabí v Krkonoších          | Semily              | Liberec             |
| Jestřebí (Hradec Králové)      | Náchod              | Hradec Králové      |
| Jestřebí (Liberec)             | Česká Lípa          | Liberec             |
| Jestřebí (Olomouc)             | Šumperk             | Olomouc             |
| Ješetice                       | Benešov             | Boemia centrale     |
| Jetětice                       | Písek               | Boemia meridionale  |
| Jetřichov                      | Náchod              | Hradec Králové      |
| Jetřichovice                   | Děčín               | Ústí nad Labem      |
| Jevany                         | Praha-východ        | Boemia centrale     |
| Jevíčko                        | Svitavy             | Pardubice           |
| Jeviněves                      | Mělník              | Boemia centrale     |
| Jevišovice                     | Znojmo              | Moravia meridionale |
| Jevišovka                      | Břeclav             | Moravia meridionale |
| Jezbořice                      | Pardubice           | Pardubice           |
| Jezdkovice                     | Opava               | Moravia-Slesia      |
| Jezdovice                      | Jihlava             | Vysočina            |
| Jezernice                      | Přerov              | Olomouc             |
| Jezeřany-Maršovice             | Znojmo              | Moravia meridionale |
| Ježená                         | Jihlava             | Vysočina            |
| Ježkovice                      | Vyškov              | Moravia meridionale |
| Ježov (Moravia meridionale)    | Hodonín             | Moravia meridionale |
| Ježov (Vysočina)               | Pelhřimov           | Vysočina            |
| Ježovy                         | Klatovy             | Plzeň               |
| Jickovice                      | Písek               | Boemia meridionale  |
| Jičín                          | Jičín               | Hradec Králové      |
| Jičíněves                      | Jičín               | Hradec Králové      |
| Jihlava                        | Jihlava             | Vysočina            |
| Jihlávka                       | Jihlava             | Vysočina            |
| Jíkev                          | Nymburk             | Boemia centrale     |
| Jilem (Boemia meridionale)     | Jindřichův Hradec   | Boemia meridionale  |
| Jilem (Vysočina)               | Havlíčkův Brod      | Vysočina            |
| Jilemnice                      | Semily              | Liberec             |
| Jílové                         | Děčín               | Ústí nad Labem      |
| Jílové u Držkova               | Jablonec nad Nisou  | Liberec             |
| Jílové u Prahy                 | Praha-západ         | Boemia centrale     |
| Jílovice (Boemia meridionale)  | České Budějovice    | Boemia meridionale  |
| Jílovice (Hradec Králové)      | Hradec Králové      | Hradec Králové      |
| Jimlín                         | Louny               | Ústí nad Labem      |
| Jimramov                       | Žďár nad Sázavou    | Vysočina            |
| Jinačovice                     | Brno-venkov         | Moravia meridionale |
| Jince                          | Příbram             | Boemia centrale     |
| Jindřichov (Moravia-Slesia)    | Bruntál             | Moravia-Slesia      |
| Jindřichov (Přerov)            | Přerov              | Olomouc             |
| Jindřichov (Šumperk)           | Šumperk             | Olomouc             |
| Jindřichovice (Karlovy Vary)   | Sokolov             | Karlovy Vary        |
| Jindřichovice (Vysočina)       | Jihlava             | Vysočina            |
| Jindřichovice pod Smrkem       | Liberec             | Liberec             |
| Jindřichův Hradec              | Jindřichův Hradec   | Boemia meridionale  |
| Jinín                          | Strakonice          | Boemia meridionale  |
| Jinočany                       | Praha-západ         | Boemia centrale     |
| Jinolice                       | Jičín               | Hradec Králové      |
| Jinošov                        | Třebíč              | Vysočina            |
| Jiratice                       | Třebíč              | Vysočina            |
| Jirkov                         | Chomutov            | Ústí nad Labem      |
| Jirny                          | Praha-východ        | Boemia centrale     |
| Jiřetín pod Bukovou            | Jablonec nad Nisou  | Liberec             |
| Jiřetín pod Jedlovou           | Děčín               | Ústí nad Labem      |
| Jiřice (Boemia centrale)       | Nymburk             | Boemia centrale     |
| Jiřice (Vysočina)              | Pelhřimov           | Vysočina            |
| Jiřice u Miroslavi             | Znojmo              | Moravia meridionale |
| Jiřice u Moravských Budějovic  | Znojmo              | Moravia meridionale |
| Jiříkov (Moravia-Slesia)       | Bruntál             | Moravia-Slesia      |
| Jiříkov                        | Děčín               | Ústí nad Labem      |
| Jiříkovice                     | Brno-venkov         | Moravia meridionale |
| Jistebnice                     | Tábor               | Boemia meridionale  |
| Jistebník                      | Nový Jičín          | Moravia-Slesia      |
| Jitkov                         | Havlíčkův Brod      | Vysočina            |
| Jivina (Beroun)                | Beroun              | Boemia centrale     |
| Jivina (Mladá Boleslav)        | Mladá Boleslav      | Boemia centrale     |
| Jívka                          | Trutnov             | Hradec Králové      |
| Jívová                         | Olomouc             | Olomouc             |
| Jívoví                         | Žďár nad Sázavou    | Vysočina            |
| Jivno                          | České Budějovice    | Boemia meridionale  |
| Jizbice                        | Nymburk             | Boemia centrale     |
| Jizerní Vtelno                 | Mladá Boleslav      | Boemia centrale     |
| Josefov (Karlovy Vary)         | Sokolov             | Karlovy Vary        |
| Josefov (Moravia meridionale)  | Hodonín             | Moravia meridionale |
| Josefův Důl (Boemia centrale)  | Mladá Boleslav      | Boemia centrale     |
| Josefův Důl (Liberec)          | Jablonec nad Nisou  | Liberec             |
| Jíloviště                      | Praha-západ         | Boemia centrale     |